# Tunnels (duo)
Tunnels (とんねるず, Tonneruzu) est un duo comique owarai japonais ayant débuté en 1980. Il est formé de Takaaki Ishibashi (石橋 貴明, Ishibashi Takaaki, né le 22 octobre 1961 à Tokyo) et Noritake Kinashi (木梨 憲武, Kinashi Noritake, né le 9 mars 1962 à Tokyo). 

## Histoire
Les membres de Tunnels sont comiques, chanteurs, acteurs et animateurs TV, en duo ou séparément. Ils figurent régulièrement parmi les célébrités les mieux payées du Japon. 
Leur popularité explose avec leurs émissions télévisées Neruton Benikujiradan, diffusée sur Kansai TV de 1987 à 1994, et Tunnels no Minasan no Okage Desu, diffusée sur Fuji TV de 1988 à 1997. Tunnels a aussi sorti une vingtaine d'albums et une quarantaine de singles entre 1985 et 2001.
Tunnels forme en 2008, avec Show du groupe Kishidan, un faux girl group nippo-américain temporaire baptisé Yajima biyōshitsu (en) (矢島美容室, « Institut de beauté Yajima »).
Takaaki Ishibashi, alias Taka-san, est quant à lui coprésentateur de la populaire émission TV Utaban, et a également tourné dans les suites du film américain Les Indians avec Charlie Sheen et Tom Berenger : Major League II en 1994, et Major League: Back to the Minors en 1998.